# Chevron (aeronáutica)

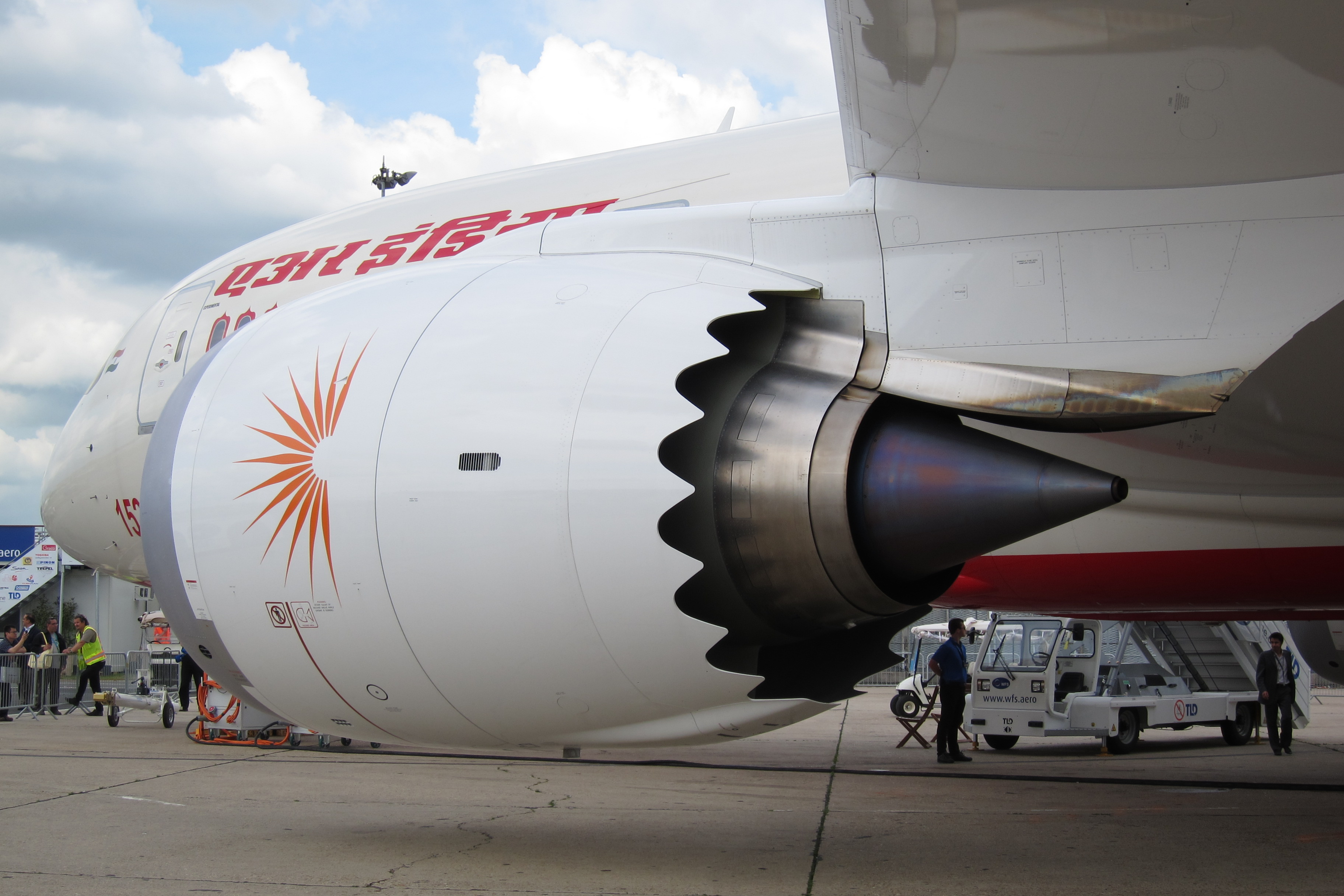
Chevrons de un General Electric GEnx en un Boeing 787 de Air India.

En la industria aeroespacial, los chevrons son los patrones de diente de sierra en los bordes de fuga de algunos inyectores de motores de reacción. Se utilizan para reducir el ruido. Su principio de funcionamiento es que, como el aire caliente desde el núcleo motor se mezcla con el aire frío que sopla a través del ventilador de motor, los bordes formados sirven para suavizar la mezcla, que reduce ruido creando turbulencia. Los  chevrons fueron desarrollados con la ayuda de la NASA. Algunos ejemplos notables de tales motores son GEnx y Rolls Royce Trent 1000.